# ارنست سکا
ارنست سکا (انگلیسی: Ernest Seka؛ زادهٔ ۲۲ ژوئن ۱۹۸۷) بازیکن فوتبال اهل فرانسه است.
از باشگاه‌هایی که در آن بازی کرده‌است می‌توان به باشگاه فوتبال استراسبورگ اشاره کرد.
وی همچنین در تیم ملی فوتبال گینه بازی کرده‌است.